# Leonard Whiting
Leonard Whiting (Londres, 30 de junio de 1950) es un actor británico que interpretó a Romeo en la película Romeo y Julieta de 1968, cuya dirección estuvo a cargo de Franco Zeffirelli. Su actuación en dicho filme le hizo merecedor de un Globo de Oro a la nueva estrella del año.

## Biografía

### Carrera
Leonard Whiting comenzó su carrera como actor en series de televisión. A los 12 años de edad fue descubierto por un agente en un estudio de grabación. Después de oírlo cantar, el agente le sugirió que participase en la audición del musical Oliver! de Lionel Bart, que constantemente necesitaba reemplazos para los papeles ejecutados por niños. Es así que fue seleccionado para interpretar a Artful Dodger —personaje de Oliver Twist— durante dieciocho meses en Londres. Posteriormente participó por trece meses en la producción Love for Love de William Congreve en el Royal National Theatre, obra con la que recorrió Moscú y Berlín.
En 1968 saltó a la fama tras interpretar a Romeo en la película Romeo y Julieta, dirigida por Franco Zeffirelli. El director italiano descubrió al actor entre trescientos jóvenes que se presentaron a varias audiciones que se llevaron a cabo por más de tres meses y declaró: «Tiene un rostro magnífico, suave melancolía, dulzura, el tipo de joven idealista que Romeo debe ser». Por su actuación Whiting ganó el Globo de Oro y su interpretación ha sido considerada como una de las mejores en la historia del cine.
A mediados de la década de 1970, su voz llamó la atención del ingeniero Alan Parsons creador de Abbey Road y The Dark Side of the Moon, que estaba en el proceso de grabar lo que sería el primer álbum de The Alan Parsons Project, Tales of Mystery and Imagination. Whiting realizó la voz principal en la canción «The Raven». Actuó en películas como The Royal Hunt of the Sun, Rachel's Man, entre otras. Tiempo después se alejó del cine.

### Vida privada
Contrajo matrimonio con la modelo Cathee Dahmen en 1971; con quien tuvo una hija llamada Sarah. Sin embargo, en 1977 la pareja se divorció. También tuvo una hija llamada Charlotte Wenstenra con Valerie Tobin. En 1995 se casó con Lynn Presser.

## Filmografía
| Cine       | Cine                                        | Cine                | Cine                                                                                        |
| Año        | Película                                    | Papel               | Notas                                                                                       |
| ---------- | ------------------------------------------- | ------------------- | ------------------------------------------------------------------------------------------- |
| 1968       | Romeo y Julieta                             | Romeo Montesco      |                                                                                             |
| 1969       | Giacomo Casanova: Childhood and Adolescence | Giacomo Casanova    |                                                                                             |
| 1969       | The Royal Hunt of the Sun                   | Martin de joven     |                                                                                             |
| 1970       | Say Hello to Yesterday                      | Niño                |                                                                                             |
| 1972       | À la guerre comme à la guerre               | Franz Keller        |                                                                                             |
| 1974       | Rachel's Man                                | Jacob               |                                                                                             |
| Televisión |                                             |                     |                                                                                             |
| Año        | Título                                      | Papel               | Notas                                                                                       |
| 1966       | The Wonderful World of Disney               | Jimmy the Dip       | Episodio: The Legend of Young Dick Turpin (1) Episodio: The Legend of Young Dick Turpin (2) |
| 1973       | Frankenstein: The True Story                | Víctor Frankenstein | Emitido por NBC                                                                             |
| 1990       | The Dreamstone                              | Urpgor              | Voz                                                                                         |

### Premios Globo de Oro
| Año  | Categoría        | Película        | Resultado |
| ---- | ---------------- | --------------- | --------- |
| 1969 | Actor revelación | Romeo y Julieta | Ganador   |